# Mein Herz darfst Du nicht fragen
Mein Herz darfst Du nicht fragen ist ein deutsches Filmmelodram aus dem Jahre 1952 von Paul Martin mit Willy Birgel, Heidemarie Hatheyer und Maria Holst in den Hauptrollen.

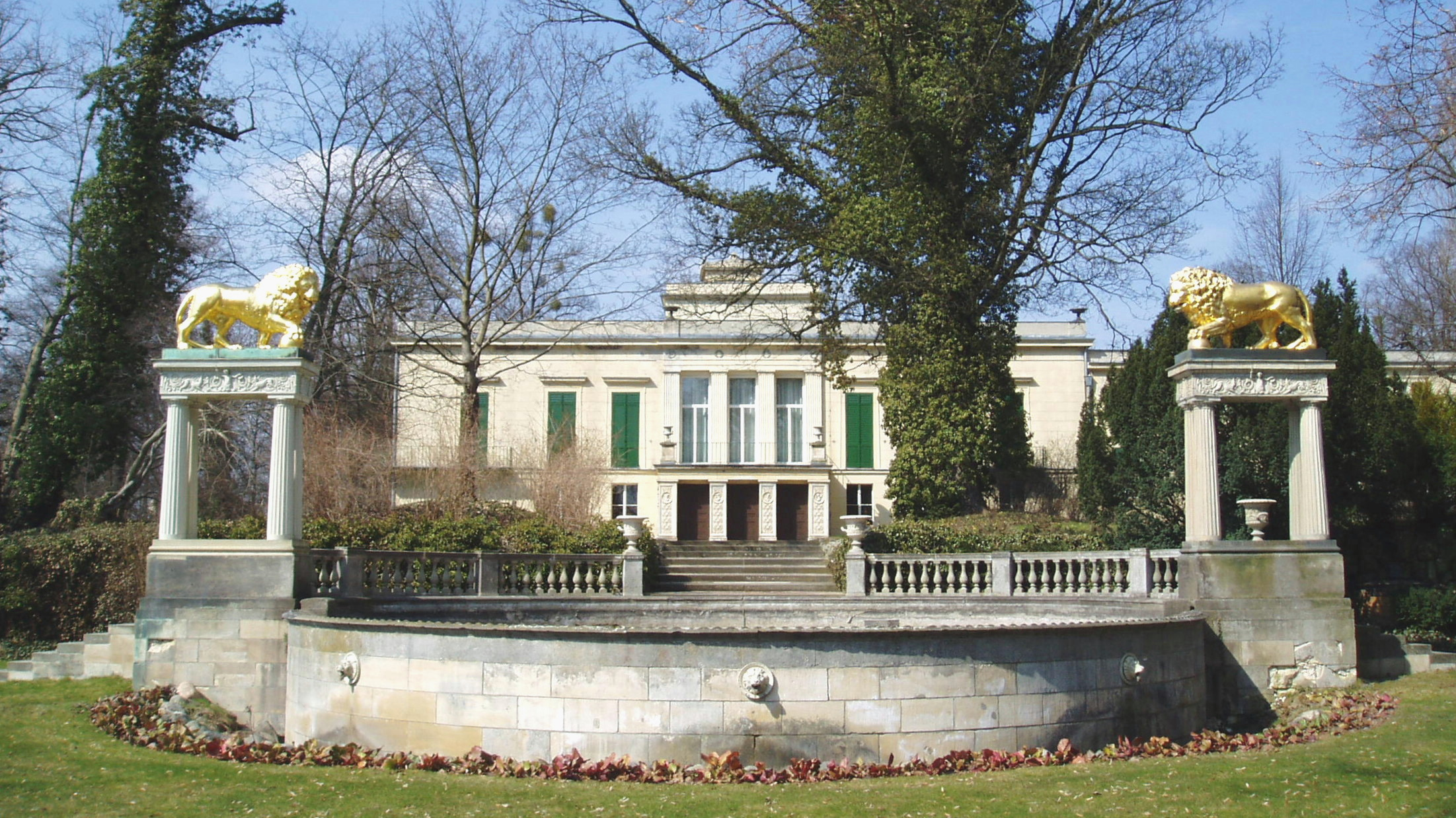
Drehort Schloss Glienicke, dass zur Birkhausen-Residenz wurde

## Handlung
Frühjahr 1945. Die Ostpreußin Anna Lohmann befindet sich, wie so viele Ostdeutsche jener Tage, auf der Flucht vor der anrückenden Sowjetarmee. In den Wirren dieser letzten Kriegswochen verliert sie ihren zweijährigen Sohn Willy. Der findet in dem ebenso gütigen wie reichen und edelmütigen Adeligen von Birkhausen, der das Kind, das seinen eigen Namen nicht weiß, „Peter“ nennt, einen neuen Vater. Während der Schlossherr anderen Flüchtlingen und Vertriebenen lebenswerte Barackenunterkünfte herrichten lässt, irrt Anna weiterhin umher, immer auf der Suche nach ihrem verschollenen Kind. Nach drei Jahren findet Anna mit anderen Vertriebenen eine Anstellung auf dem Gut der Birkhausens. Dort entdeckt sie ihren Willy wieder und verlangt von ihrem Arbeitgeber die Herausgabe ihres mittlerweile fünfjährigen Sohns. Birkhausen aber weigert sich, seinen „Peter“ herauszurücken, da das Kind von ihnen legal adoptiert wurde, und so kommt es zu einem aufsehenerregenden Gerichtsprozess. Den aber verliert Anna Lohmann, weil sie nicht nachweisen kann, dass Peter ihr Willy ist, zumal Peter sich partout nicht mehr an seine Erzeugerin erinnern kann. Auch hat er die Birkhausens längst als seine neue Eltern akzeptiert, und das Schloss wurde für ihn zur neuen Heimstatt.
In ihrer Verzweiflung weiß die einfache und durch die vergangenen, entbehrungsreichen Jahre recht verhärmte Mutter sich keinen anderen Rat als ihr eigen Fleisch und Blut während eines Unwetters zu entführen und bei Freunden vorübergehend zu verstecken. Wieder vereint, zieht es Mutter und Kind nach Hamburg. Durch die Fluchtstrapazen wird der Junge schwer krank und schwebt schließlich in Lebensgefahr. Anna beginnt zu zweifeln, ob ihr drastischer Schritt, den Sohn gegen seinen Willen mitzunehmen, wirklich der richtige war. Und so findet sie im Moment höchster Seelennot zu Gott und betet um das Leben ihres Kindes. Sie verspricht, ihren Willy den Birkhausens zu überlassen, wenn er doch nur überleben sollte. Es kommt zu einer Operation, und der Junge überlebt. Sich an ihr Gelübde gebunden fühlend, gibt Anna den Jungen nach seiner Genesung an Herrn und Frau von Birkhausen zurück, da sie instinktiv weiß, dass der zum Peter gewordene Willy es dort besser haben wird, zumal der Junge längst enge Bindungen zu seinen neuen Eltern aufgebaut hat. Inzwischen haben Nachforschungen Birkhausens ergeben, dass Peter tatsächlich der leibliche Sohn Anna Lohmanns ist. Der allumfassende Edelmut aller Beteiligten gipfelt darin, dass Anna final das Birkhausensche Gut verlässt, um nicht zwischen ihrem leiblichen Kind und seinen Adoptiveltern zu stehen.

## Produktionsnotizen
Mein Herz darfst Du nicht fragen entstand im Frühling 1952 in den Filmstudios von Berlin-Tempelhof sowie in den Berliner Ortsteilen Gatow und Buckow sowie im Schloss Glienicke. Die Uraufführung erfolgte am 28. August 1952 in Hannover, die Berliner Premiere war am 27. Oktober desselben Jahres.
Produzent Willie Hoffmann-Andersen hatte auch die Produktionsleitung. Gabriel Pellon gestaltete die von Hans-Jürgen Kiebach umgesetzten Filmbauten, Maria Latz entwarf die Kostüme.
Es wurden zahlreiche Volks- und Heimatlieder verwendet. Es spielte Egon Kaiser mit seinem Orchester.
Die Schauspielveteranin Ida Perry spielte hier, an der Seite ihrer gleichfalls mitwirkenden Tochter Charlotte Ander, ihre letzte Filmrolle.

## Kritiken
Die zeitgenössischen wie späteren Kritiken fielen zum Teil verheerend aus. Allenthalben wurde dem Streifen attestiert, Edelkitsch zu sein. Dennoch war der Film an der Kinokasse ungemein erfolgreich: „Die Menschen wollen sich halbtot über ihn weinen“.
Der Spiegel urteilte: “Filmkonfektion aus deutschem Seelenkitsch.”
In Curt Riess’ „Das gibt’s nur einmal“ ist zu lesen: „Eine gute, eine dramatische Geschichte – und eine sehr deutsche Geschichte. (…) Hier könnte ein Film entstehen, von dem man noch jahrelang sprechen würde. Aber wie sind diese Möglichkeiten vertan! (…) In diesem Film gibt es eigentlich nur Leute, die edel sind. (…) Der einzige Mensch aus Fleisch und Blut ist die Mutter. Heidemarie Hatheyer spielt sie. (…) Aber sie hat nur Papier zu sprechen, und so bleibt fast alles in Ansätzen stecken.“
Im Lexikon des Internationalen Films heißt es: „Unglaubwürdiges Rührstück, das Edelmut und Sympathien nach allen Seiten verteilt.“